# Taeromys arcuatus
Taeromys arcuatus  (Tate & Archbold, 1935) è un roditore della famiglia dei Muridi endemico di Sulawesi.

## Descrizione

### Dimensioni
Roditore di medie dimensioni, con la lunghezza della testa e del corpo tra 193 e 240 mm, la lunghezza della coda tra 190 e 245 mm, la lunghezza del piede tra 41 e 52 mm, la lunghezza delle orecchie tra 31 e 36 mm e un peso fino a 310 g.

### Aspetto
Le parti superiori sono bruno-nerastre scure con dei riflessi grigiastri, i fianchi e le anche sono grigio-brunastre, mentre le parti ventrali sono bruno-nerastre con le punte dei singoli peli bianco-grigiastre. Talvolta è presente una macchia biancastra sulla fronte. Le orecchie sono grandi. Il dorso delle zampe è ricoperto di peli biancastri. La coda è solitamente più corta della testa e del corpo, la metà basale è bruno-nerastra, la metà terminale è bianca ed è ricoperta di scaglie, ognuana corredata da un pelo. Il cariotipo è 2n=42 FN=60.

## Biologia

### Comportamento
È una specie terricola.

## Distribuzione e habitat
Questa specie è conosciuta soltanto da individui catturati sul Monte Tanke Salokko, nella parte sud-orientale di Sulawesi.
Vive nelle foreste montane tra 1.500 e 2.000 metri di altitudine.

## Conservazione
La IUCN Red List, considerata la mancanza di informazioni recenti sull'areale e lo stato della popolazione, classifica T.arcuatus come specie con dati insufficienti (DD).